# أنطونيو مونتيلا
أنطونيو مونتيلا (بالإيطالية: Antonio Montella)‏ هو لاعب كرة قدم إيطالي في مركز الهجوم، ولد في 4 أبريل 1986 في نابولي في إيطاليا. لعب مع نادي بيزا ونادي ساليرنيتانا ونادي فيرالبيسالو ونادي كاتانزارو ونادي مسينا.

## وصلات خارجية
- أنطونيو مونتيلا على موقع قاعدة بيانات كرة القدم.إي يو (الإنجليزية)
- أنطونيو مونتيلا على موقع Soccerway.com (الإنجليزية)